# Samantha Barks
Samantha Barks (ur. 2 października 1990 w Laxey) – brytyjska piosenkarka, aktorka teatralna, filmowa i telewizyjna. Wystąpiła m.in. w roli Eponiny w filmowej adaptacji musicalu Nędznicy.

## Dzieciństwo
Urodziła się i była wychowywana w miasteczku Laxey na Wyspie Man. Od 3. roku życia trenowała taniec – balet, taniec nowoczesny i stepowanie. W wieku 16 lat przeprowadziła się do Londynu, gdzie uczęszczała do The Arts Educational Schools w Chiswick. Jej rodzicami są Ann i Richard Barks. Ma starszego brata Carla i starszą siostrę Kim.

## Kariera
W 2007 roku Samantha wydała swój debiutancki album Looking in Your Eyes, który sprzedał się w nakładzie około 600 egzemplarzy.
W grudniu 2007 Barks reprezentowała Man w Międzynarodowym Konkursie Piosenki Maltańskiej, gdzie zdobyła główną nagrodę w wysokości 2000 euro, oraz tytuł Najlepszej Zagranicznej Piosenkarki. Zaśpiewała wtedy Nothing Else z jej albumu oraz Play On – piosenkę, która górowała wtedy na maltańskich listach przebojów.
W 2008 roku wystąpiła w programie I'd Do Anything, który miał na celu znalezienie aktorki do roli Nancy do musicalu Oliver!. Barks uplasowała się na trzecim miejscu, zaraz za Jodie Prenger, która wygrała program, i Jessie Buckley.
29 kwietnia 2008 roku w celu pokazania poparcia dla rozwoju kariery młodej artystki Adrian Earnshaw – minister turystyki rodzinnej wyspy Samanthy przemianował Wyspę Man na Wyspę Sam.
W czerwcu 2008, miesiąc po zakończeniu I’d Do Anything, Barks zaśpiewała hymn Wyspy Man O Land Of Our Birth na rozpoczęciu wyścigów motocyklowych Wyspy Man Senior TT Race. Niedługo później została zaproszona do zagrania roli Sally Bowles w brytyjskiej wersji musicalu Kabaret od 29 sierpnia 2008 do 11 lipca 2009. Samantha występowała z Sarah Lark i Jodie Prenger na rozdaniu nagród Theatregoers Choice Awards w lutym 2009.
3 stycznia 2008 roku w Villa Marina na wyspie Man zagrała koncert An Audience with Samantha Barks, który miał być podziękowaniem dla osób, które wspierały ją w czasie I’d Do Anything oraz po zakończeniu programu.
W Theatre Royal, Windsor zagrała tytułową rolę w Aladynie w świątecznej pantomimie na przełomie 2009 i 2010 roku.
Od 21 czerwca 2010 do 18 czerwca 2011 roku odgrywała rolę Eponiny w londyńskiej produkcji Nędzników i przez Camerona Mackintosha została wybrana do zagrania tej postaci na obchodach 25. rocznicy powstania tego musicalu, które odbyły się na Arenie O2 w Londynie 3 października 2010 roku.
W 2010 roku kontynuowała swoją muzyczną karierę wydając piosenkę zatytułowaną Let Go, którą napisała wraz z Garrym Lake. Singiel zadebiutował w 2010, jednakże jego oficjalna premiera, już pod patronatem Flour Records, odbyła się w roku 2011. Barks zaśpiewała tę piosenkę na koncercie charytatywnym The Dress Cirlce Benefit Gala 7 sierpnia 2011 roku w Her Majesty’s Theatre i w efekcie, utwór znaleźć można na kompilacji Standing Ovation: A CD Tribute to Dress Circle, która wydana została 17 sierpnia 2011 roku.
Od 10 grudnia 2011 do 1 kwietnia 2012 oglądać ją można było w roli Nancy w musicalu Oliver!. Zamierzała występować w nim przez cały okres jego wystawiania, jednak zmieniła plany, gdy otrzymała propozycję zagrania w filmowej adaptacji musicalu Nędznicy.
O roli w filmie dowiedziała się od Camerona Mackintosha w czasie trwania musicalu Oliver!. W czerwcu 2012, dwa dni po zakończeniu zdjęć do filmu, na dwa tygodnie powróciła do roli Nancy w Edinburgh Playhouse. Na początku listopada 2012, Barks na krótko wróciła do brytyjskiej trasy Oliver! i zagrała w Grand Theatre w Leeds. Do musicalu na stałe wróciła 12 grudnia w Bord Gáis Energy Theatre w Irlandii i kontynuowała trasę aż do 20 lutego 2013, kiedy zakończyła współpracę występem w Bristol Hippodrome.
Od tego czasu, wraz z całą obsadą Nędzników przygotowywała się do występu 24 lutego 2013 roku na gali rozdania Oskarów. Natychmiast po występie powróciła do rodzinnego miasta, aby rozpocząć zdjęcia nowego filmu – The Christmas Candle.
Od sierpnia 2021 roku występuje w roli Elsy na deskach londyńskiego Theatre Royal Drury Lane w musicalu Frozen.
Jej wykonanie On My Own z Nędzników znalazło się na 97. miejscu listy Billboard Hot 100 i 43. w Wielkiej Brytanii, co było jej debiutem na obydwu tych listach.

## Teatr
- Kabaret  jako Sally Bowles
- Alladyn  jako Aladdyn
- Les Misérables jako Eponina
- 25-lecie Les Misérables  jako Eponina
- Oliver! jako Nancy
- Chicago jako Velma Kelly
- Pretty Woman: Musical jako Vivian
- Frozen - The West End Musical jako Elsa

## Telewizja
- I'd Do Anything (2008)
- Groove High (2012) jako Zoe

## Filmografia
- Les Misérables. Nędznicy (2012) jako Eponina
- The Christmas Candle (2013) jako Emily Barstow
- Dracula: Historia nieznana (2014) jako Baba Jaga (usunięte sceny)
- Gorzkie żniwa (2017) jako Natalka
- Interlude in Prague (2017) jako Josefa Duchek
- The Revenger: An Unromantic Comedy (2018) jako Connie